# 近江駅
近江駅（きんこうえき）は、中華人民共和国浙江省杭州市上城区婺江路と富春路の交差点に位置する杭州地下鉄1号線と4号線の駅。

## 歴史
- 2012年11月24日：1号線の駅として開業[1]。
- 2015年2月2日：4号線の開業により乗換駅となる[2]。

## 駅構造
1号線・4号線とも島式ホーム1面2線を有する地下駅である。1号線ホームは婺江路寄りの、4号線ホームは富春路寄りの地下にある。4号線駅の城星路方には上下線をつなぐ片渡り線が設置されている。

### のりば

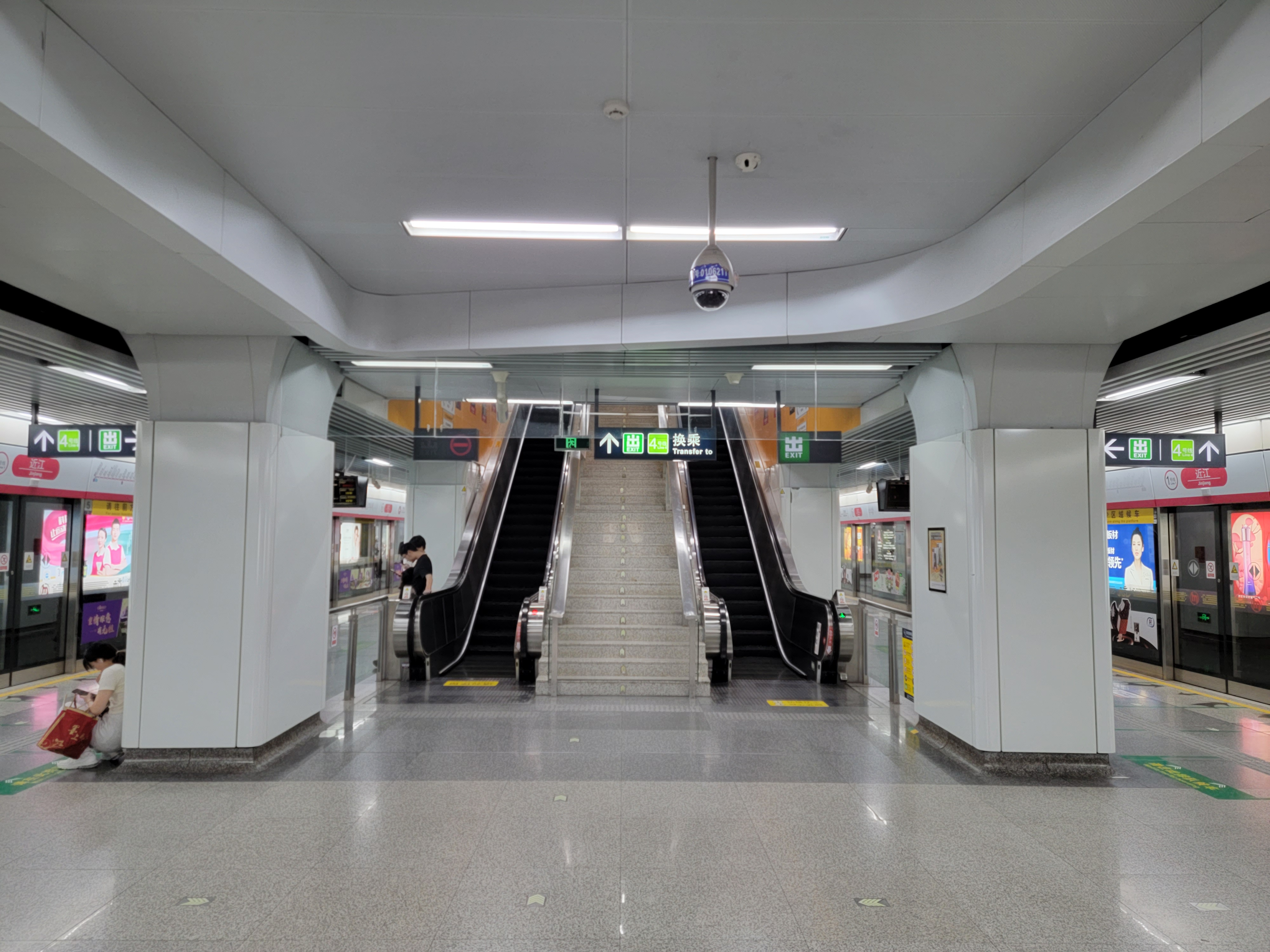
1号線ホーム
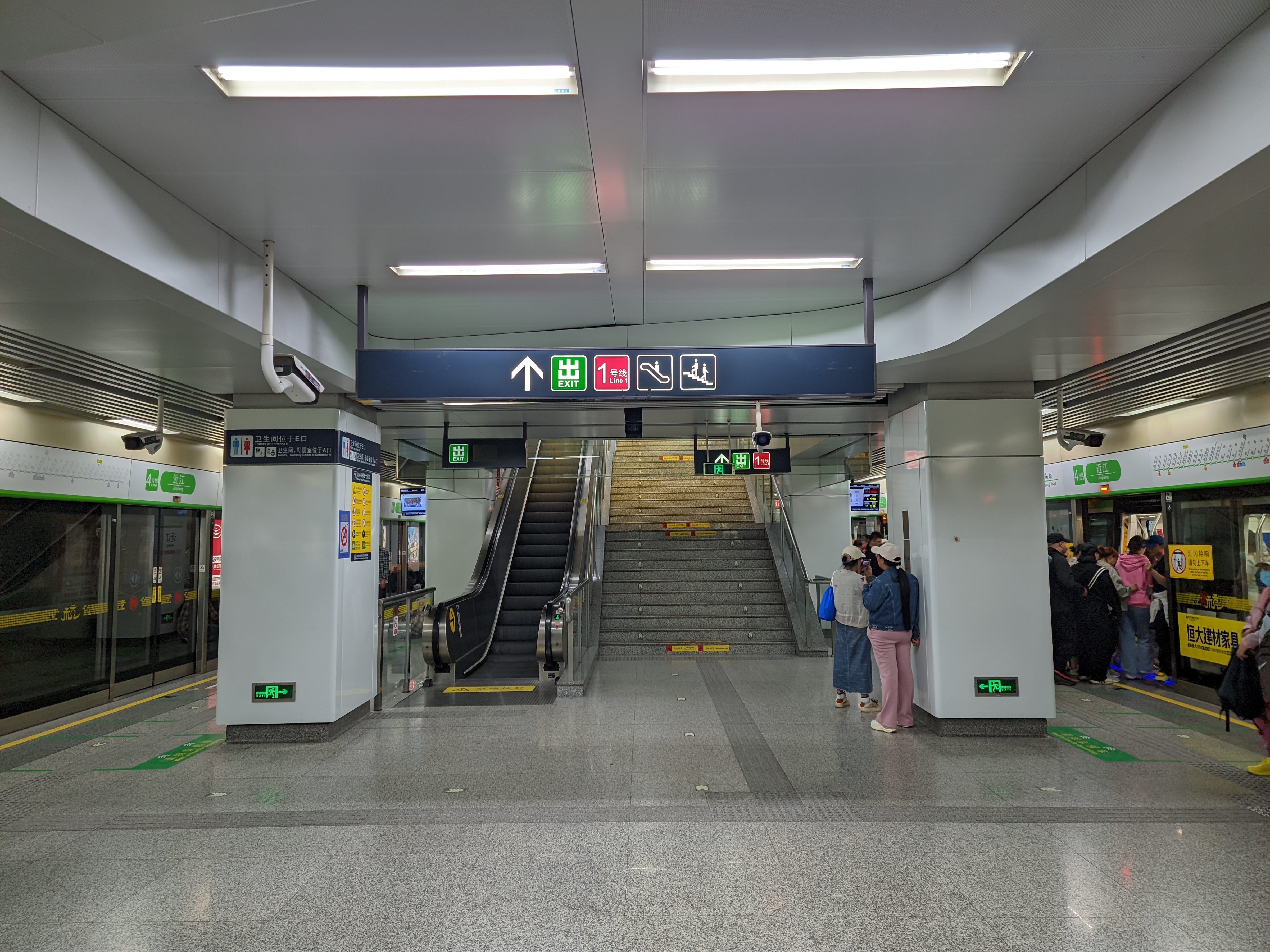
4号線ホーム

| 路線                   | 方向 | 行先                                                  |
| ---------------------- | ---- | ----------------------------------------------------- |
| 1号線ホーム（地下3階） |      |                                                       |
| ■ 1号線                | 下り | 湘湖方面                                              |
| ■ 1号線                | 上り | 城站・武林広場・火車東站・客運中心・ 蕭山国際機場方面 |
| 4号線ホーム（地下2階） |      |                                                       |
| ■ 4号線                | 下り | 浦沿方面                                              |
| ■ 4号線                | 上り | 火車東站・池華街方面                                  |

（出典：杭港地下鉄:内部空间示意图）
- 1号線ホーム
- 4号線ホーム

## 駅周辺
- 近江家園（一~五園）
- 杭州市崇文実験学校
- 近江家園（六~九園）
- 開元中学
- 近江時代ビル - C出入口直結
- 杭州市公共交通集団（中国語版） 本社
- 杭州市婦女活動中心
- 稠銀ビル
- 崑崙中心
- 杭州城投ビル
- 長城ビル
- 杭州市公安局指揮中心ビル
- 杭州市婦産科医院
- 杭州広播電視台（中国語版）
- 捷特漫ホテル
- 上城区政府
- 杭州市人民検察院
- 望江公園

## 隣の駅
杭州地下鉄
■ 1号線
江陵路駅 - 近江駅 - 婺江路駅
■ 4号線
甬江路駅 - 近江駅 - 城星路駅